# Спар Миддл Волга
«Спар Миддл Волга» — российская компания, управляющаяся продуктовыми торговыми сетями международного бренда SPAR. Главный офис расположен в Нижнем Новгороде. Входит в группу компаний «Сладкая жизнь», основанную в 1992 году А. Г. Гусевым.

## История
Организация действует на правах лицензии, полученной у представителей бренда SPAR International в 2001 году. Иначе говоря, обе стороны заключили договор франчайзинга.
За два года «Спар Миддл Волга» открыла 7 супермаркетов, а позже продала все торговые точки Перекрестку. Сумма транзакции составила от 14 до 16 млн $. На тот момент предприятие поддерживал партнер в лице Delta Capital, который на 75 % принадлежал американскому инвестиционному фонду. В 2005 году Альберт Гусев снова обратился к SPAR International. На этот раз предприниматель обошелся без компаньонов, так как накопленных средств оказалось достаточно для самостоятельного управления франшизой. Голландцы приняли предложение нижегородского бизнесмена, и сотрудничество возобновилось.
В 2012 году «Спар Миддл Волга» вывела Россию в десятку стратегических стран-партнеров SPAR International. В 2017 году в Нижнем Новгороде появился интернет-магазин SPAR. В нём размещено 10 тысяч наименований товаров. 19 ноября 2020 года в Санкт-Петербурге открылся первый магазин Eurospar. Он расположен на улице Фурштатской. Ещё 4 торговые точки находятся на проспекте Чернышевского, 2-й линии Васильевского остров и во «Владимирском пассаже».
В Москве и Московской области уже 33 магазинов Eurospar, последний супермаркет открылся 15 июля 2021 года.
Всего к 2021 году с компанией «Спар Миддл Волга» связано 205 торговых точек. Из них 113 принадлежат самой организации, 92 — сторонним субфранчайзи. В России под брендом SPAR действуют всего 350 супермаркетов. По состоянию на 9 августа 2021 года организация занимается торговой деятельностью в 12 регионах РФ.

## Упоминания в СМИ
В 2019 году компания оказалась на 279-й строчке РБК 500.
Годом позже издание РБК составило рейтинг самых быстрорастущих компаний России. «Спар Миддл Волга» заняла 2-е место.
По версии журнала Forbes, материнской компании «Сладкая жизнь» принадлежит 94-я позиция в списке 200 крупнейших частных компаний России.

### Владельцы и руководство
- Учредители — Гусев Альберт Геннадьевич (49 %) и «Управляющая компания „Розница“» (51 %).
- Гендиректор — Подлесов Анатолий Алексеевич.